# Drobovice
Drobovice település Csehországban, a Kutná Hora-i járásban. Drobovice Čáslav, Žleby, Potěhy és Tupadly településekkel határos. Lakosainak száma 399 fő (2024. január 1.).

## Népesség
A település lakosságának változását az alábbi diagram mutatja:
| Lakosok száma | 436  | 523  | 605  | 489  | 438  | 368  | 385  | 406  | 392  | 399  |
|               | 1869 | 1890 | 1921 | 1950 | 1980 | 2001 | 2017 | 2019 | 2022 | 2024 |